# Skåne län

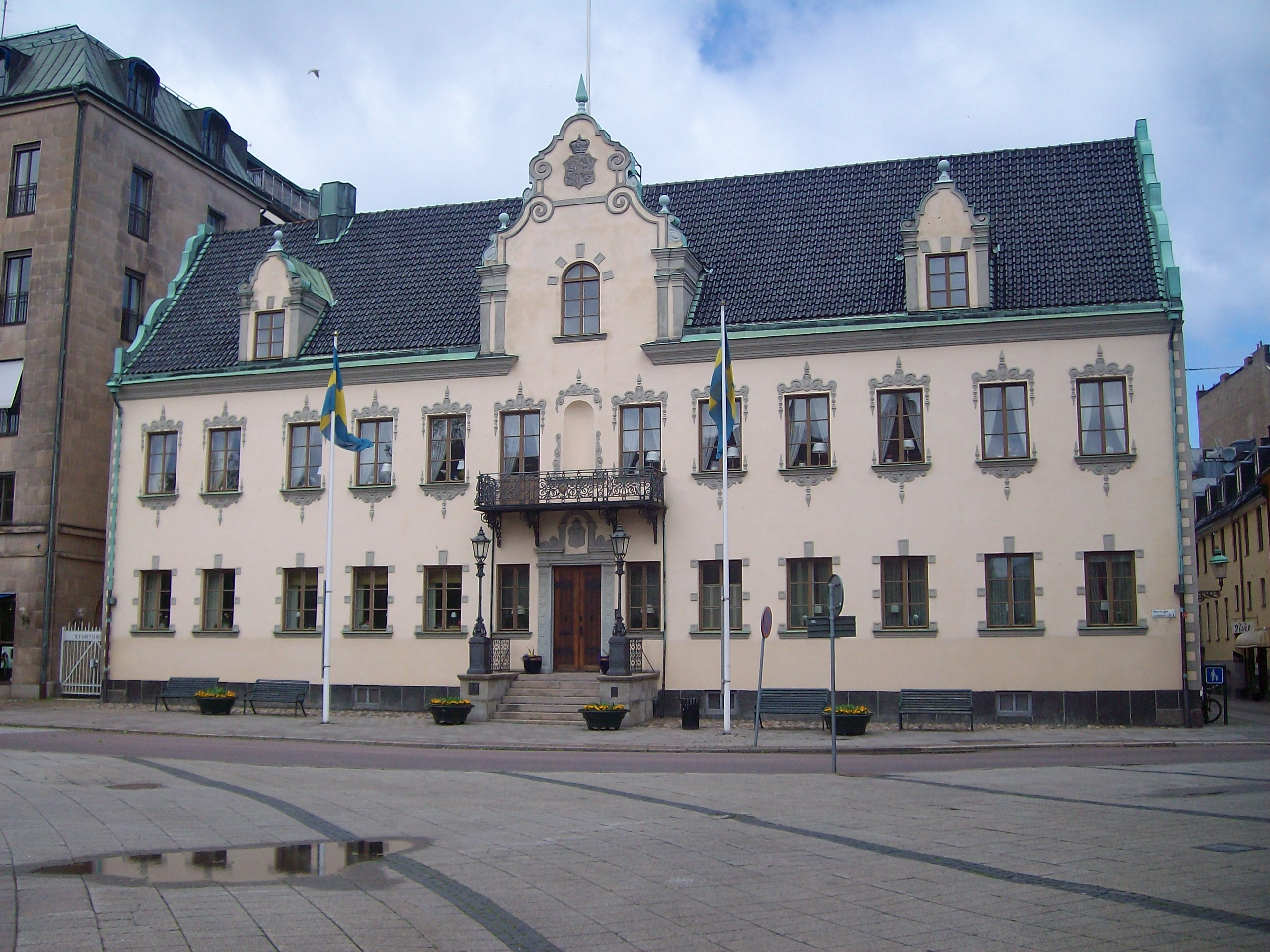
Residentie van de landshövding in Malmö

Skåne län, Nederlands: provincie Skåne, is het län, de provincie in Zweden het meest naar het zuiden. Skåne län grenst aan de provincies Hallands län, Kronobergs län en Blekinge län en ligt aan de Sont en de Oostzee. De hoofdstad is Malmö.
De oppervlakte van Skåne län bedraagt 11.027 km², wat 2,7% van de totale oppervlakte van Zweden is. Er woonden in september 2021 1.399.684 mensen. Het is een van de dichtstbevolkte provincies van Zweden en een van de weinige delen van het land waar de bevolking ook buiten de grote steden aangroeit.
Skåne län ontstond in 1997 door het samengaan van Malmöhus län en Kristianstads län.

## Bestuur
Skåne län heeft, zoals alle Zweedse provincies, een meerduidig bestuur. Binnen de provincie vertegenwoordigt de landshövding de landelijke overheid. Deze heeft een eigen ambtelijk apparaat, de länsstyrelse. De vestiging van de länsstyrelse is over Malmö en Kristianstad verdeeld. Daarnaast bestaat de landsting, dat feitelijk een eigen orgaan is naast het län, en dat een democratisch bestuur, de landstingsfullmäktige, heeft dat om de vier jaar wordt gekozen.

### Landshövding
De vertegenwoordiger van de rijksoverheid in Skåne län is sinds oktober 2016 Anneli Hulthén, een politica van de Arbeiderspartij. Hulthén was van 2009 tot 2016 lid van het gemeentebestuur van Göteborg.

### Landsting
De Landsting, formeel Skåne läns landsting, wordt bestuurd door de landstingsfullmäktige. Al sinds de vorming van Skåne heeft de landsting extra bevoegdheden en staat daarom bekend als region, en het parlement als regionfullmäktige. Deze telt 149 leden. Deze kiezen een dagelijks bestuur, de regionstyrelsen. Skåne heeft een coalitie bestaande uit de vier burgerlijke partijen: Centrum, Liberalen, Christendemocraten en Moderaterna. In het dagelijks bestuur heeft de meerderheid 10 leden en de oppositie 8 leden.
Bij de laatste verkiezingen, in 2018, was de zetelverdeling in de regionfullmäktige:
- Vänsterpartiet, afgekort V: 10
- Sveriges Socialdemokratiska Arbetareparti, afgekort S: 41
- Miljöpartiet de Gröna, afgekort MP: 6
- Sverigedemokraterna, afgekort SD: 30
- Centerpartiet, afgekort C: 10
- Liberalerna, afgekort L: 10
- Kristdemokraterna, afgekort KD: 8
- Moderata samlingspartiet, afgekort M: 34

Het getal achter de partij geeft het aantal zetels.

## Gemeenten
In Skåne län liggen de volgende gemeenten:
| - Ängelholm - Åstorp - Båstad - Bjuv - Bromölla - Burlöv - Eslöv - Hässleholm - Helsingborg - Höganäs - Höör | - Hörby - Kävlinge - Klippan - Kristianstad - Landskrona - Lomma - Lund - Malmö - Örkelljunga - Osby - Östra Göinge | - Perstorp - Simrishamn - Sjöbo - Skurup - Staffanstorp - Svalöv - Svedala - Tomelilla - Trelleborg - Vellinge - Ystad |

## Gebieden met dezelfde naam
- Het landschap Skåne valt vrijwel geheel samen met Skåne län. De dialecten die er worden gesproken worden Skåns genoemd.
- Skåneland is historische regio in het zuiden en zuidwesten van Zweden. Het viel onder Denemarken maar werd met de Vrede van Roskilde in 1658 onderdeel van Zweden.

Blekinge län · Dalarnas län · Gävleborgs län · Gotlands län · Hallands län · Jämtlands län · Jönköpings län · Kalmar län · Kronobergs län · Norrbottens län · Örebro län · Östergötlands län · Skåne län · Södermanlands län · Stockholms län · Uppsala län · Värmlands län · Västerbottens län · Västernorrlands län · Västmanlands län · Västra Götalands län